# Cetatea Semendria
Cetatea Semendria (în sârbă Cмeдepeвcκa твpђaвa, cu alfabetul latin: Smederevska tvrđava) este o cetate medievală fortificată din Semendria (Serbia), oraș care a îndeplinit temporar rolul de capitală a Serbiei în Evul Mediu. Ea a fost construită între 1427 și 1430 la ordinul despotului Đurađ Branković, conducătorul Despotatului Serbiei. A fost fortificată de către Imperiul Otoman, care a cucerit orașul la sfârșitul aceluiași secol.
Cetatea a rezistat mai multor asedii ale otomanilor și sârbilor, supraviețuind relativ neatinsă. În timpul celui de-al Doilea Război Mondial a fost puternic deteriorată de explozia accidentală a depozitului de muniție aflat aici și apoi de bombardamentele armatelor aliate. Începând din 2009 ea a fost supusă unor ample lucrări de restaurare și conservare, fortăreața fiind „una dintre rarele curți domnești conservate ale conducătorilor medievali sârbi”.
Cetatea Semendria a fost declarată în 1979 monument cultural de importanță excepțională. În 2010 cetatea a fost plasată pe o listă preliminară pentru o posibilă nominalizare ca monument din Patrimoniul Mondial (UNESCO).

## Localizare
Cetatea Semendria se află la 45 de kilometri sud-est de Belgrad și se întinde pe o suprafață de 11,3 hectare în centrul orașului modern Semendria. Ea este situată strategic pe malul drept al fluviului Dunărea într-o câmpie de formă triunghiulară formată la confluența Dunării cu râul Jezava, la o altitudine de doar 72 de metri deasupra nivelului mării. Această locație a permis capitalei sârbe să rămână aproape de Regatul creștin al Ungariei, mulțumindu-l, de asemenea, pe sultanul Murad al II-lea al Imperiului Otoman prin oprirea trecerii necontrolate a maghiarilor pe valea Moravei.
Poziția strategică a cetății pe drumul ce leagă Balcanii și Europa Centrală a transformat-o într-un important centru comercial și religios timp de secole, ea aflându-se în prezent pe traseul Coridorului X pan-european. Dunărea o conectează, de asemenea, cu multe alte situri istorice, mai ales Belgrad și suburbia sa Vinča, Novi Sad, cetatea Golubăț, Lepenski Vir și Viminacium.

## Istoric

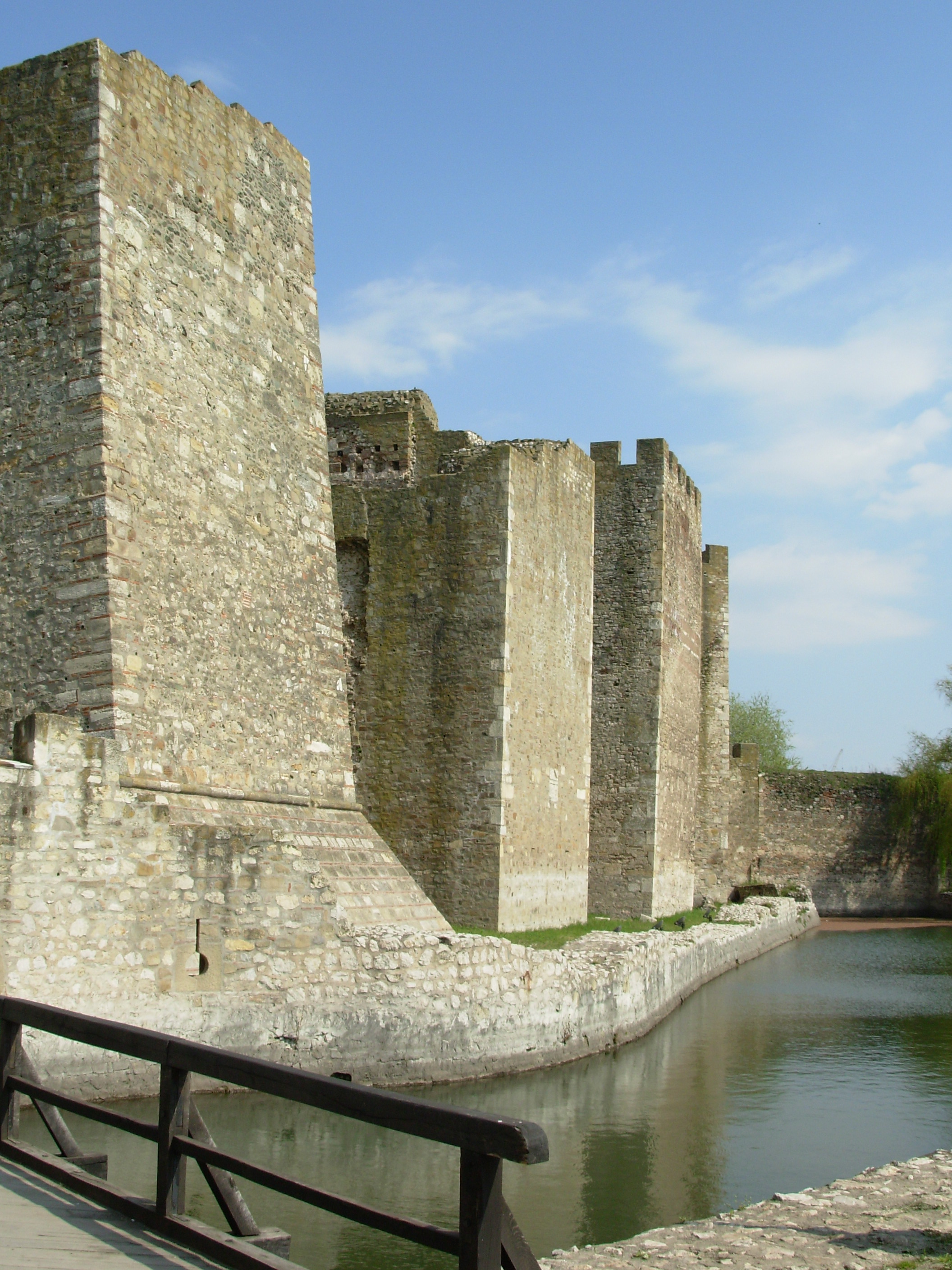
Zidurile sudice ale orașului interior și șanțul cu apă (10)

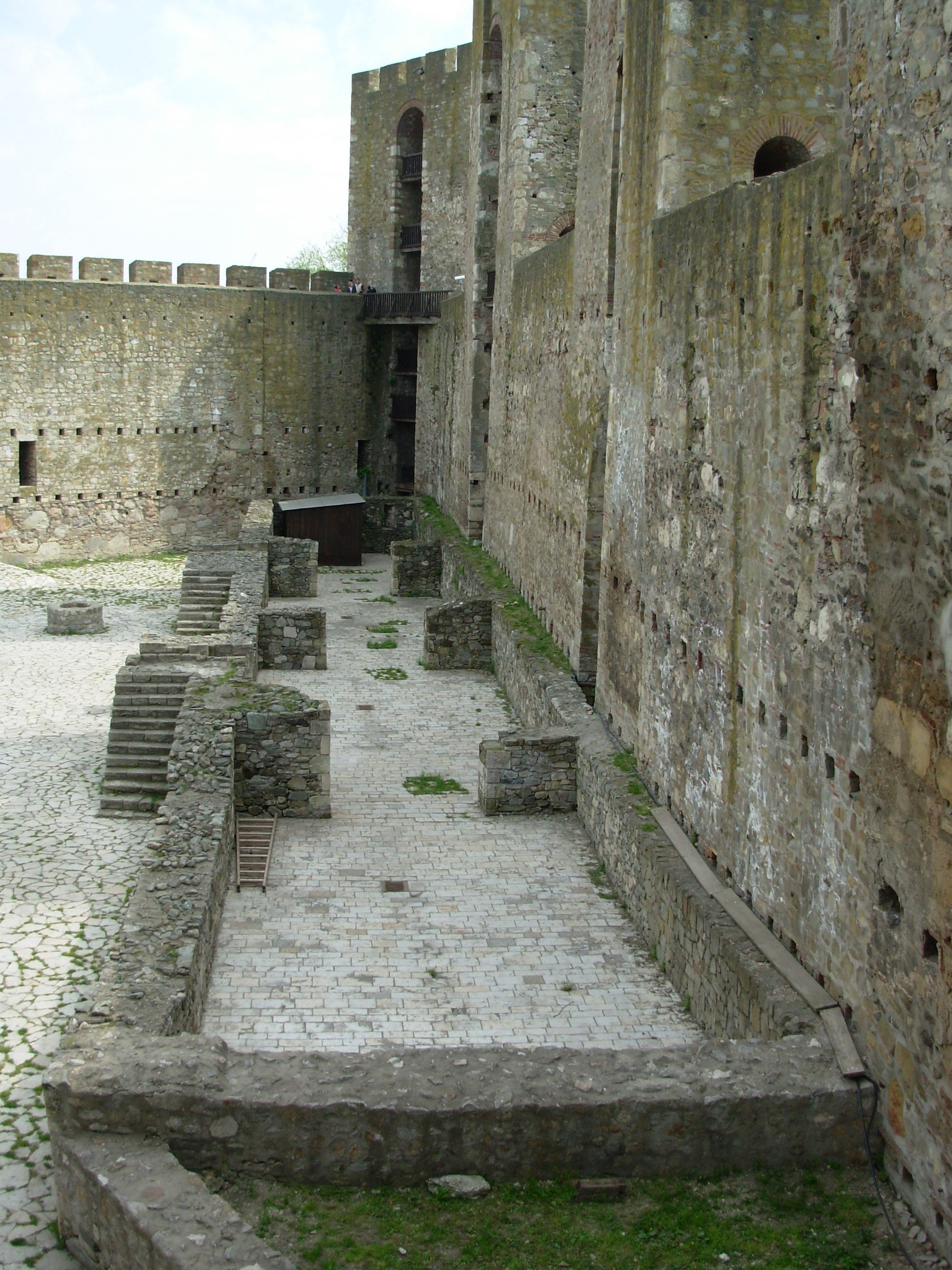
Vestigiile palatului despotal (18)

În mijlocul turbulențelor ce au avut loc în perioada cuceririi Balcanilor de către otomani de la începutul secolului al XV-lea, conducătorii creștini ai regiunii au pierdut mai multe bătălii, printre care Bătălia de la Kosovo Polje și asediul orașului Veliko Tărnovo. Despotul Stefan Lazarević a trebuit să mențină Despotatul Serbiei într-un echilibru fragil între otomani și maghiari. În jurul anului 1403, el a acceptat să devină vasal al regelui maghiar Sigismund și a stabilit noua capitală în orașul Belgrad, care îi fusese cedat ca o recompensă. După moartea despotului Stefan în 1426, Đurađ Branković, nepotul și succesorul lui Stefan, a trebuit să retrocedeze ungurilor Belgradul. Pentru a compensa această pierdere, Đurađ a decis să construiască o nouă capitală și a ales locul unde se află astăzi orașul Semendria.
Semendria, unde nu se aflase anterior nicio așezare umană, a fost ales din mai multe motive. În 1428, în timpul războiului Imperiului Otoman cu Republica Venețiană, ungurii și turcii au fost de acord să-l recunoască pe Branković în calitate de conducător independent al Serbiei, transformând astfel Despotatul Serbiei într-un stat tampon. Un tratat a stabilit, de asemenea, suzeranitatea otomană asupra Serbiei, ce a rămas în continuare un stat vasal al Ungariei. Ținându-se cont de relația mai veche cu Ungaria și de diferențele religioase față de otomani (Ungaria și Serbia erau creștine, spre deosebire de Turcia care era musulmană), capitala statului a fost aleasă într-un loc mai apropiat de Ungaria decât de Imperiul Otoman. Localizarea Semendriei pe Dunăre, între Belgrad și Golubăț, oferea un acces ușor către alte orașe aflate de-a lungul râului. Ea permitea, de asemenea, controlul circulației pe Dunăre, inclusiv blocarea pătrunderii maghiarilor pe valea Morava, ceea ce-i mulțumea pe turci.
În toamna anului 1428 a început construcția capitalei. În 1430, prima parte a cetății, inclusiv un palat și alte clădiri necesare pentru a forma un oraș interior, a fost finalizată. Lucrul la suburbiile fortificate și la fortificațiile suplimentare au continuat până în 1439.
Pe 20 aprilie 1434, Katarina, fiica cea mai tânără a lui Đurađ Branković, și Ulrich al II-lea de Celje s-au căsătorit în noua cetate. Această căsătorie a subliniat relațiile de prietenie pe care despotul le avea cu Poarta Otomană, deși legăturile de rudenie ale lui Ulrich cu regina Ungariei însemna o alianță sârbo-maghiară. Ca urmare, vizirul Mehmet Saridže-pașa a sosit la Semendria la mijlocul anului 1434 cu un mesaj de la Edirne, în care se afirma că siguranța Serbiei în fața Imperiului Otoman putea fi garantată doar prin căsătoria fiicei mai mari a lui Branković cu sultanul Murad al II-lea. După mai multe discuții, sfatul domnesc convocat la palat a acceptat propunerea turcă și s-au început demersurile necesare pentru pregătirea căsătoriei Marei cu sultanul. În acea toamnă, Murad i-a trimis pe mai mulți dintre „cei mai importanți viziri” pentru a-i aduce logodnica.
Pe 14 august 1435, un contract formal de „frăție și prietenie” între Serbia și Republica Veneția a fost semnat în sala de audiențe a cetății Semendria. La începutul lui iunie 1439, pacea cu otomanii, care fusese obținută prin căsătoria Marei cu sultanul, a fost ruptă. Condusă de Murad al II-lea, o armată de 130.000 de soldați turci a ocupat dealurile din jurul Semendriei. Branković a plecat în Ungaria după ajutor, lăsându-l pe fiul său, Grgur, la comandă. Ajutorul nu a venit imediat, dar Semendria a rezistat atacului, chiar și atunci când Murad a adus tunuri.

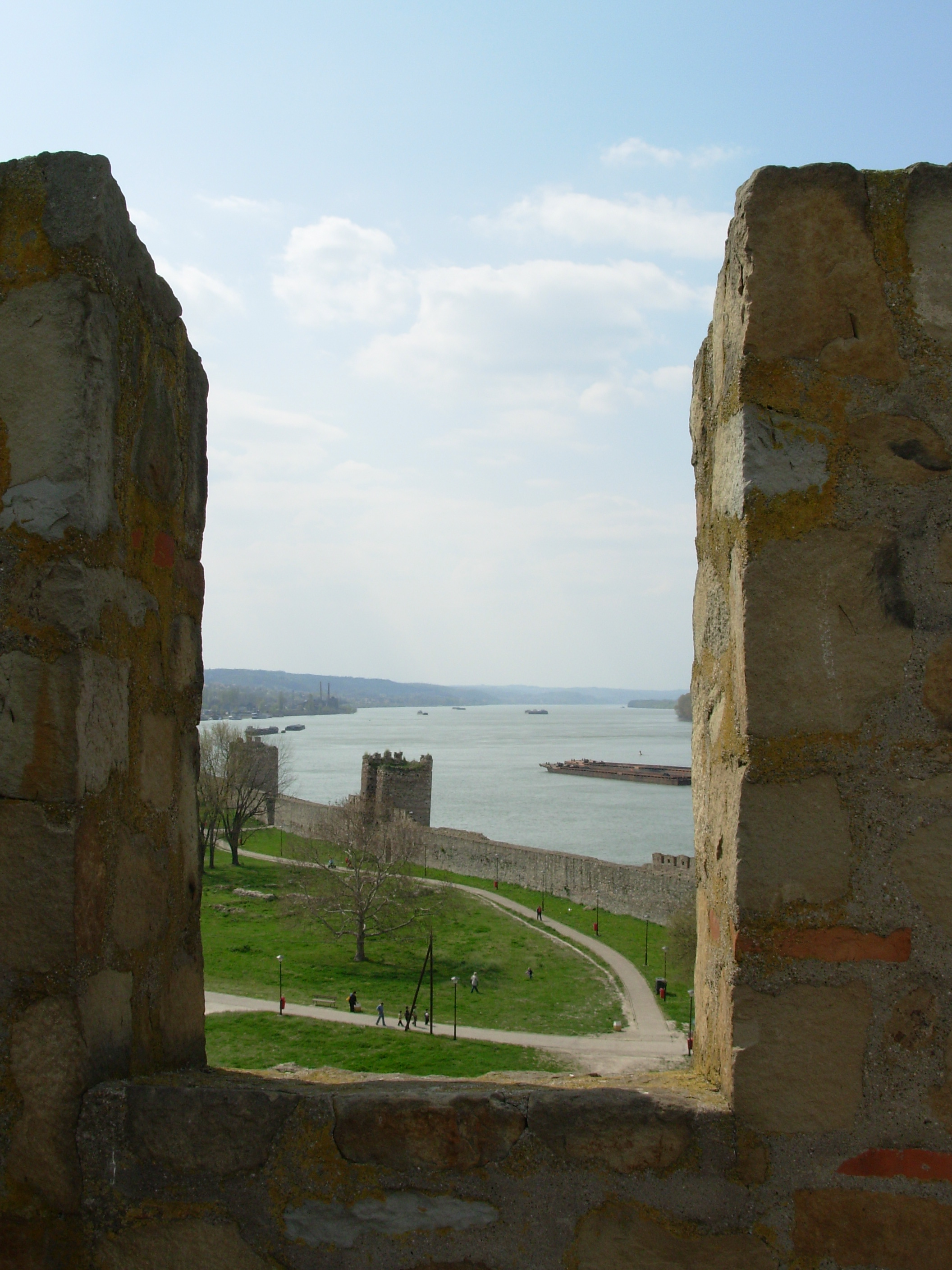
O vedere a zidului nordic și a Dunării.

Aproape trei luni mai târziu, pe 18 august 1439, foamea i-a forțat pe sârbi să se predea. Prinții Grgur și Stefan au fost trimiși în Anatolia și li s-au scos ochii, în ciuda rugăminților surorii lor, sultana Mara. Cinci ani mai târziu, cu toate acestea, orașul Semendria a fost restituit Serbiei prin Pacea de la Seghedin, iar prinților Grgur și Stefan li s-a permis să se întoarcă în țara lor de origine.
Pe la începutul anului 1449, Branković l-a închis pe regentul maghiar Iancu de Hunedoara în temnițele cetății până când a fost răscumpărat de către conaționalii săi. În 1453 sultanul Mahomed al II-lea și Isak-bey Arbanazović au condus un atac asupra Semendriei ce făcea parte dintr-o campanie militară otomană împotriva Serbiei. Turcii au capturat 50.000 de bărbați, femei și copii în timpul atacului, dar Semendria a fost bine apărată de Toma Kantakuzen. În ciuda faptului că avea doar 6.000 de oameni, în comparație cu cei 20.000 de militari turci, orașul a rezistat. Mahomed Cuceritorul a asediat Semendria pentru a doua oară și pentru a treia oară în 1456, cetatea fiind apărată de forțele militare sârbe. În cele din urmă, Semendria a fost capturată de otomani în 1459, ceea ce a dus la destrămarea statului medieval sârb.
În timpul celui de-al Doilea Război Mondial, trupele germane au folosit cetatea ca depozit de muniție. Pe 5 iunie 1941, muniția a explodat accidental, afectând întreaga cetate Semendria, precum și așezările umane aflate la o distanță de până la 10 kilometri. O mare parte a zidului sudic al cetății a fost distrus, stația de cale ferată aflată în apropiere, plină cu oameni, a sărit în aer, iar mai multe clădiri din oraș au fost transformate în moloz. Aproximativ 2.500 de oameni au murit în explozie și aproape fiecare locuitor a fost rănit (aproximativ 5.500). Bombardarea de către Aliați în 1944 a cauzat pagube suplimentare.

### Utilizare curentă și viitoare
Cetatea este folosită în prezent ca parc al orașului și găzduiește, ocazional, festivaluri, concerte, târguri și alte evenimente culturale. O scenă a fost construită în orașul interior. La sud-est, anterior spațiu deschis de-a lungul râului Jezava, se află în prezent un port comercial și unul de agrement. Există, de asemenea, discuții cu privire la utilizarea viitoare a complexului fortificat, precum și la realizarea unor proiecte de restaurare, reabilitare și modernizare a cetății.

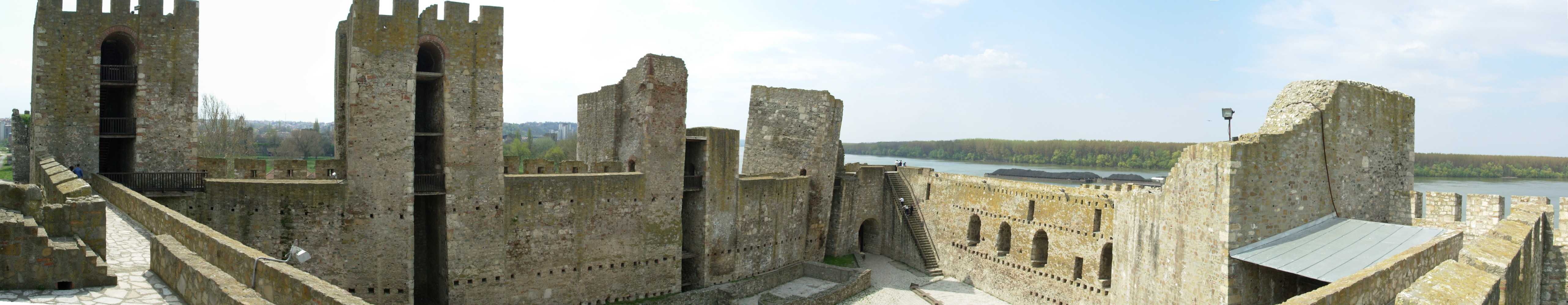
Vedere panoramică a Orașului Mic (orașul interior)

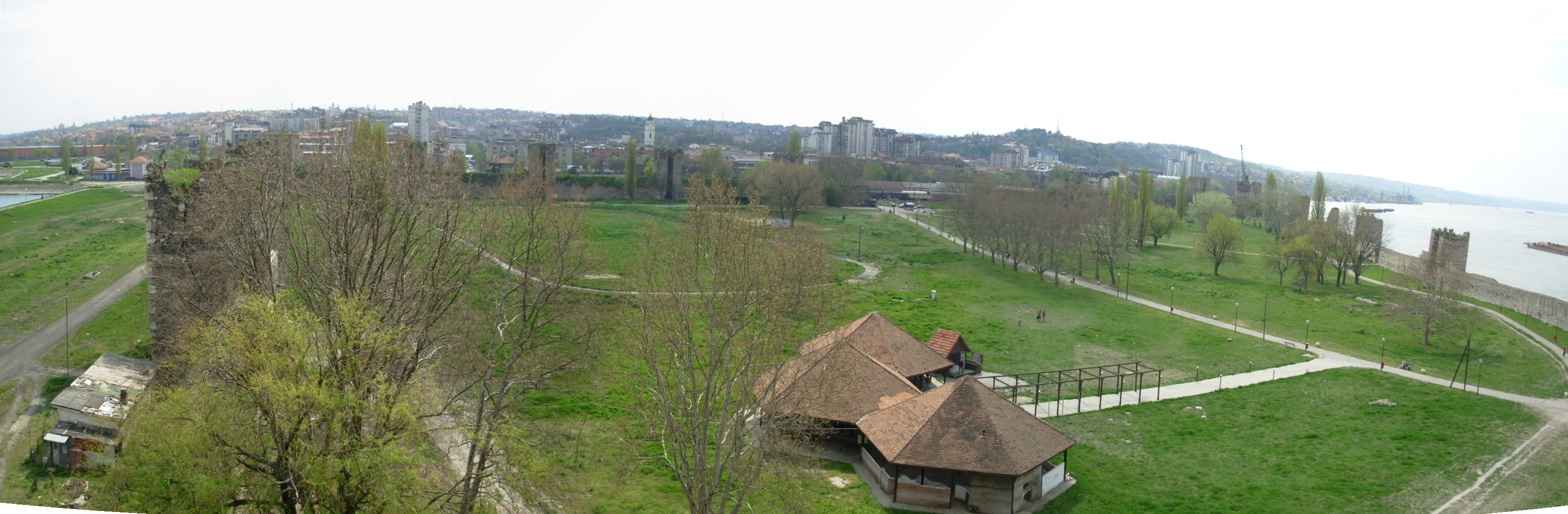
Vedere panoramică a Orașului Mare

## Importanță istorică și culturală

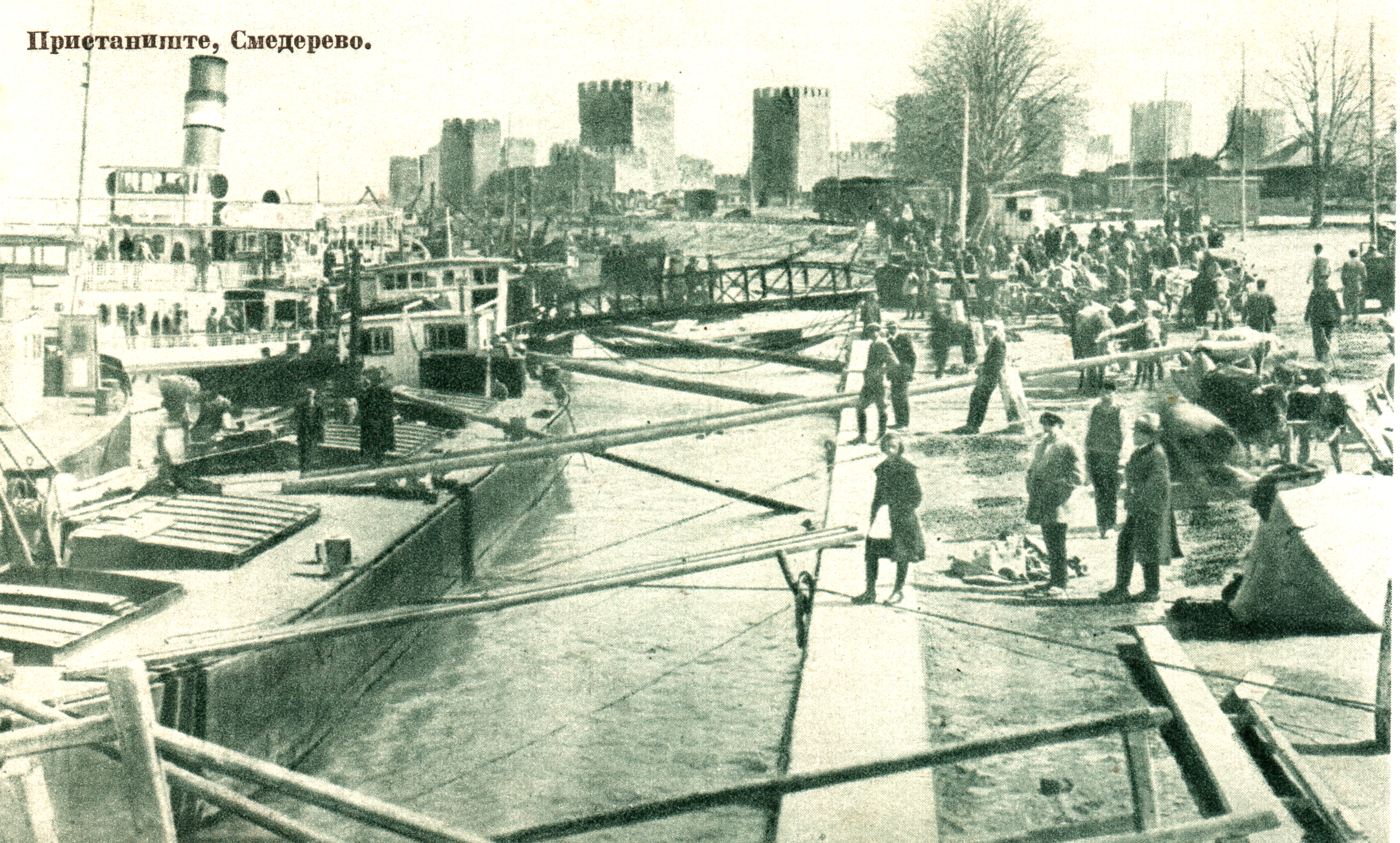
Cetatea Semendria - anii 1920

Cetatea Semendria a fost descrisă ca „una dintre cele mai uimitoare și mai monumentale piese de arhitectură ce s-au păstrat din Serbia medievală” și „martor al puterii creatoare sârbe”. Ea constituie un exemplu de arhitectură medievală defensivă tradițională și a rămas bine conservată, nesuferind nici o daună majoră până la cel de-al Doilea Război Mondial. Cetatea și zona înconjurătoare au acumulat dovezi ale civilizațiilor care s-a dezvoltat de-a lungul istoriei, în principal între secolele al XV-lea și al XX-lea, oferind o mărturie directă a progresului statului sârb medieval și al Bisericii Ortodoxe Sârbe.

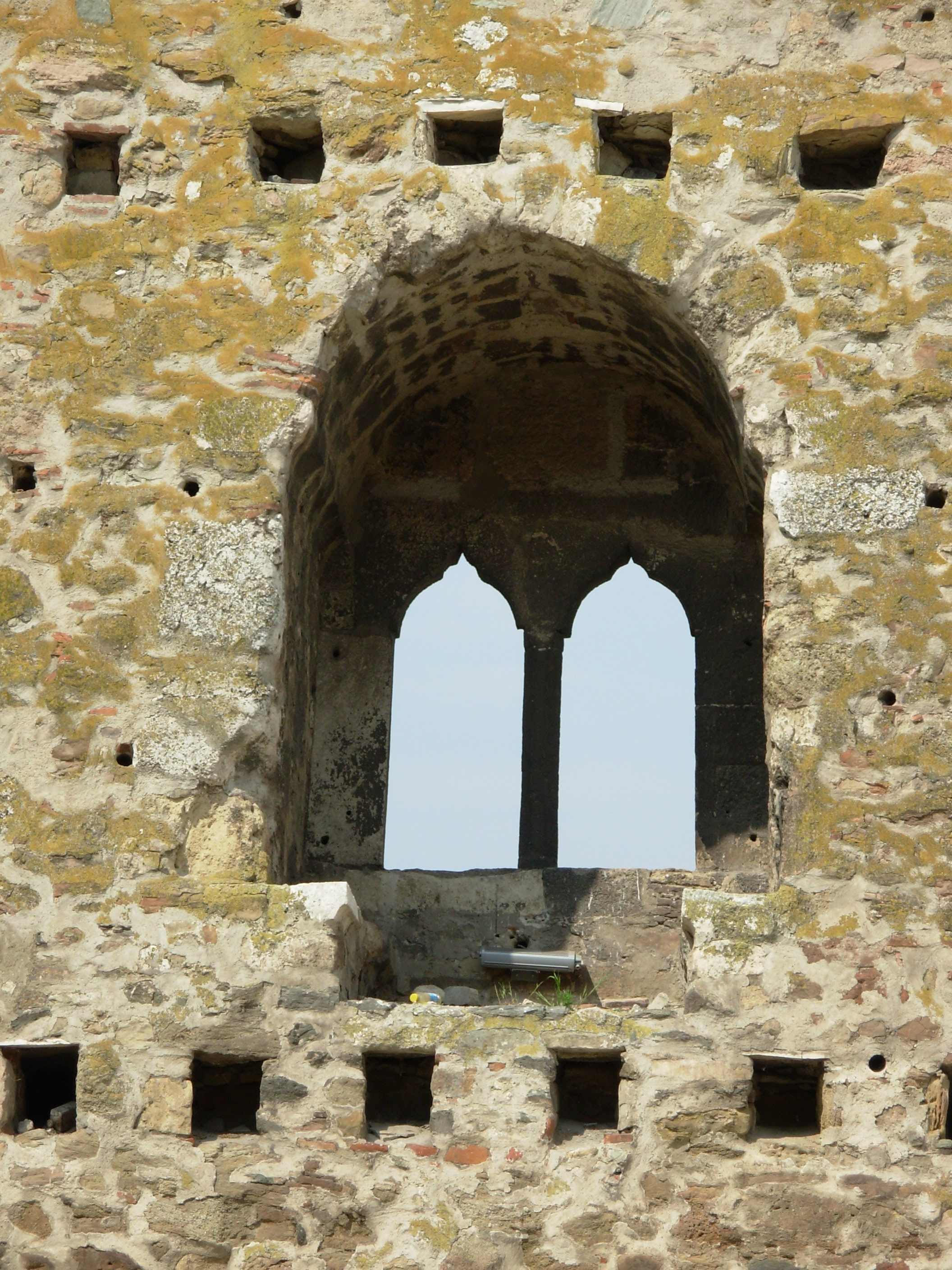
Una dintre ferestrele cu arc dublu ale cetății.

Cetatea a fost construită de către Đurađ Branković ca noua capitală a Serbiei. În timpul construcției, soția lui Branković, Jerina, a fost văzută vorbind adesea cu cei care supravegheau lucrările - fratele ei George Paleologul Kantakuzen și oamenii lui - ceea ce a determinat frecventa asociere a ei cu acest proiect. Această asociere, împreună cu timpul îndelungat necesar ridicării cetății și cu impozitele mari care trebuiau a fi plătite, i-a adus porecla de Prokleta Jerina (Afurisita Jerina).
Volumul mare de muncă necesar a dus la apariția, de asemenea, a unui număr mare de exagerări și povești, cum ar fi poemul epic „Starina Novak i knez Bogosav” („Bătrânul Novak și Cneazul Bogosav”), în care se relatează că mulți oameni au fugit în pădure și au devenit haiduci pentru a scăpa de biruri și de munca forțată la construirea cetății. Chiar dacă au existat de fapt haiduci în zonă, nu este clar dacă aceștia aveau vreo legătură cu construirea cetății.
După ce prima parte a fost finalizată, Cetatea Semendria a devenit rapid o legătură importantă între Balcani și Europa Centrală. La scurt timp după ce a fost construit, orașul a atins importanța sa maximă în calitate de centru politic, comercial și religios, fiind populat în principal de sârbi, dar având și colonii de negustori, mai ales din Dubrovnik. În această perioadă, au fost aduse și depozitate în biserica din cetate moaște ale Sfântului Evanghelist Luca, care a devenit patron al Semendriei.
În ceea ce privește structura în sine, orașul interior este notabil prin sala de audiență, care este un exemplu important al arhitecturii medievale sârbe. În partea de sus a zidului de piatră aflat înspre Dunăre au fost cioplite patru seturi de ferestre cu arcuri duble într-o combinație de stil gotic și romanic. Aici a fost semnat contractul comercial între Republica Veneția și Despotatul Sârb.

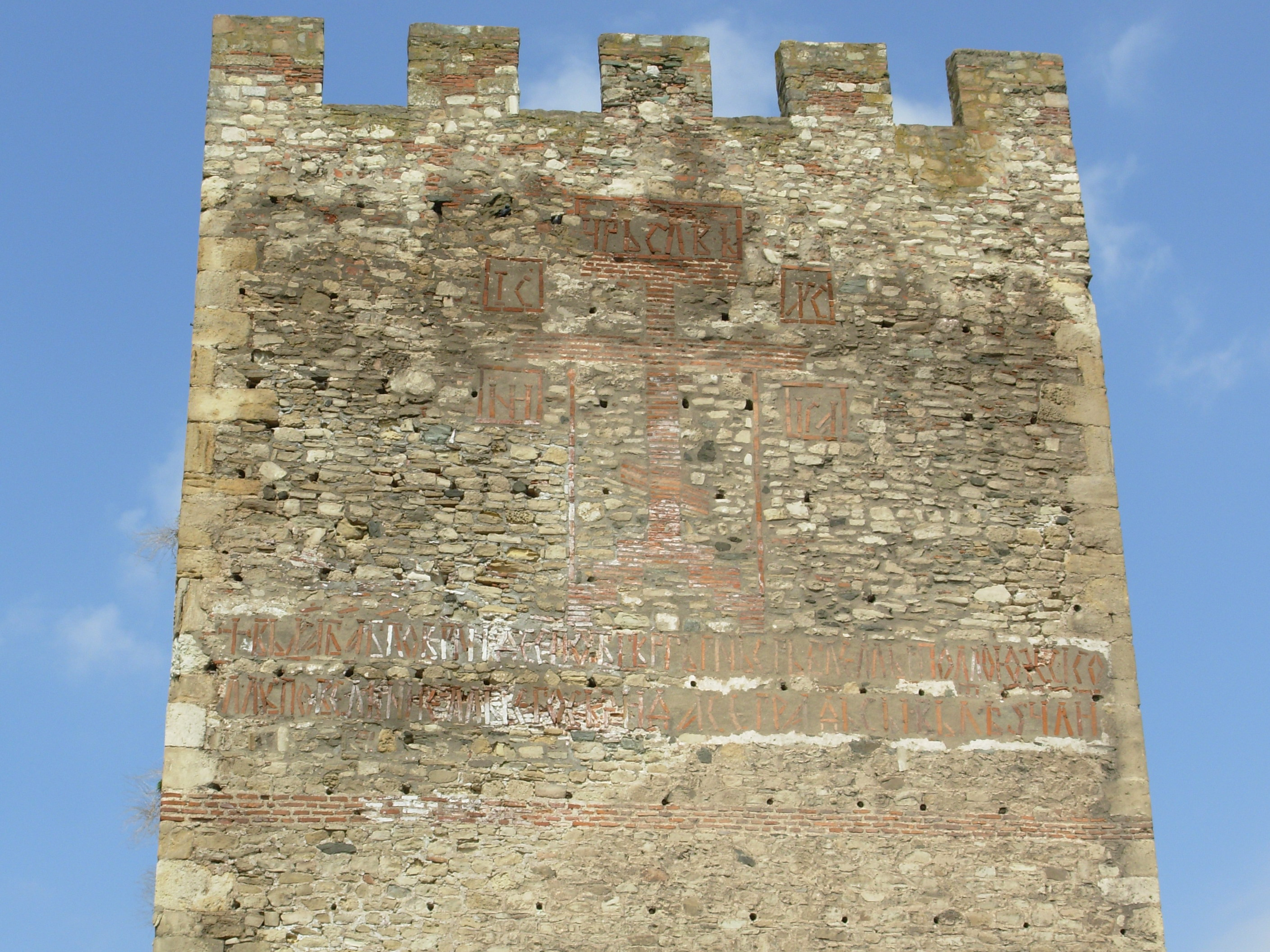
Turnul cu inscripție.

Există, de asemenea, un turn în orașul interior cu o inscripție mare pe cărămidă ce poartă numele lui Đurađ Branković și atestă data construcției. Textul inscripției este următorul: „V Hrista Boga blagoverni despot Gurg, gospodin Srblju i Pomorju zetskomu; zapovešću njegovom sazida se ovaj grad v leto 6938” („Credinciosul în Hristos Domnul despot Gurg, Domn al sârbilor și al țărmului Zetei. Din ordinul Său a fost construit acest oraș în anul 6938 [1430].”) Deasupra inscripției se află o cruce încastrată în zid, care-i dă turnului numele Krstata kula („turnul Krstasta”) și turnul Krstača. Acest tip de inscripție este foarte rar și se întâlnește doar pe fostul teritoriu al Imperiul Roman de Răsărit.
În suburbia fortificată există astăzi doar câteva vestigii ale celor două structuri mai importante. Una dintre ele a fost un complex bisericesc, Blagoveštenjska crkva (Biserica Buna Vestire), unde au fost păstrate moaștele Sfântului Luca. Deși construcția sa a început în secolul al XV-lea, biserica a fost ridicată pe parcursul mai multor etape istorice. Cea de-a doua structura a fost o baie turcească care datează din secolul al XVII-lea.
Ani de zile, Cetatea Semendria a reprezentat ultima linie de apărare împotriva atacurilor otomane. În timpul atacului din 1439, ea a devenit prima cetate din Serbia împotriva căreia s-au folosit tunurile. Atunci când a căzut în 1459, ea a devenit centrul unui sangeac turcesc. Mai târziu, Semendria a fost o provincie a Monarhiei Habsburgice și între 1805 și 1807 a fost din nou centrul statului sârb reînființat.

## Arhitectură
| A. Suburbia fortificată | B. Orașul interior / Reședința fortificată |

| 1. Poarta de intrareprincipală 2. Poarta orașului II 3. Poarta orașului I 4. Poarta mobilă a corăbierilor 5. Poarta Jezava 6. Turnul steagului 7. Turnul cu inscripție turcească 8. Turn de apă 9. Șanț de apă exterior 10. Șanț de apă interior | 11. Pod 12. Poarta orașului interior 13. Turn rectangular 14. Turnul donjon (Donžon kula) 15. Turnul Jerinei 16. Turnul cu inscripția despotului (Krstata kula (Turnul Krstasta) sau Turnul Krstača) 17. Sala tronului 18. Palat 19. Vestigiile băii turcești 20. Vestigiile bisericii |

Planul Cetății Semendria (gri pal - zid prăbușit; gri albastru - teren asanat)
----
A. Suburbia fortificată
B. Orașul interior / Reședința fortificată
----
1. Poarta de intrareprincipală
2. Poarta orașului II
3. Poarta orașului I
4. Poarta mobilă a corăbierilor
5. Poarta Jezava
6. Turnul steagului
7. Turnul cu inscripție turcească
8. Turn de apă
9. Șanț de apă exterior
10. Șanț de apă interior
11. Pod
12. Poarta orașului interior
13. Turn rectangular
14. Turnul donjon (Donžon kula)
15. Turnul Jerinei
16. Turnul cu inscripția despotului (Krstata kula (Turnul Krstasta) sau Turnul Krstača)
17. Sala tronului
18. Palat
19. Vestigiile băii turcești
20. Vestigiile bisericii

Cetatea Semendria este un complex monumental construit în tradiția bizantină și modelat după cetatea Constantinopolului. Deși fundațiile sale nu erau destinate a fi scufundate, ea este clasificată ca o cetate pe apă pentru că este complet înconjurat de apă. După finalizarea cetății a avut loc o scădere a importanței militare și au fost făcute câteva schimbări structurale. Ca urmare, stilul arhitectural original a fost păstrat până astăzi.
Cetatea este înconjurată pe o lungime de 1.5 kilometri de ziduri crenelate cu o grosime mai mare de 2 metri, și de 25 de turnuri, care au înălțimea de aproximativ 25 de metri. Două părți ale cetății sunt mărginite de Dunăre și de râul Jezava, deși Jezava a fost deviat acum pentru a fi mai departe de ziduri. Cea de-a treia parte avea două șanțuri adăugate la sistemul defensiv, unul pentru oraș și unul pentru suburbie. Porțiunea sudică a zidurilor exterioare a fost lăsată deschisă.

### Construcție
Au existat patru faze principale în construcția cetății. Lucrările la prima parte, un palat fortificat pentru despotul Đurađ Branković construit la confluența râurilor, au început în toamna anului 1428.
Sub supravegherea lui George Paleologul Kantakuzen, fratele mai mare al despotinei Jerina Branković, au fost aduse cherestea, var și pietre mari din anticele orașe romane Mons Aureus (satul modern Seone, aflat la vest de Semendria), Margum (la gura de vărsare a Moravei Mari) și Viminacium. În primăvara anului 1429, muncitorii greci și ragusani au început lucrările de zidărie. În 1430 a fost finalizată eleganta reședință despotală. Ea includea un palat ce se afla de-a lungul zidului; o sală a tronului lângă zidul dinspre Dunăre; un donjon, Donžon kula (turnul donjon), în colțul format de ziduri; o cameră a tezaurului într-o încăpere aflată sus; și alte clădiri auxiliare, creând un oraș interior.

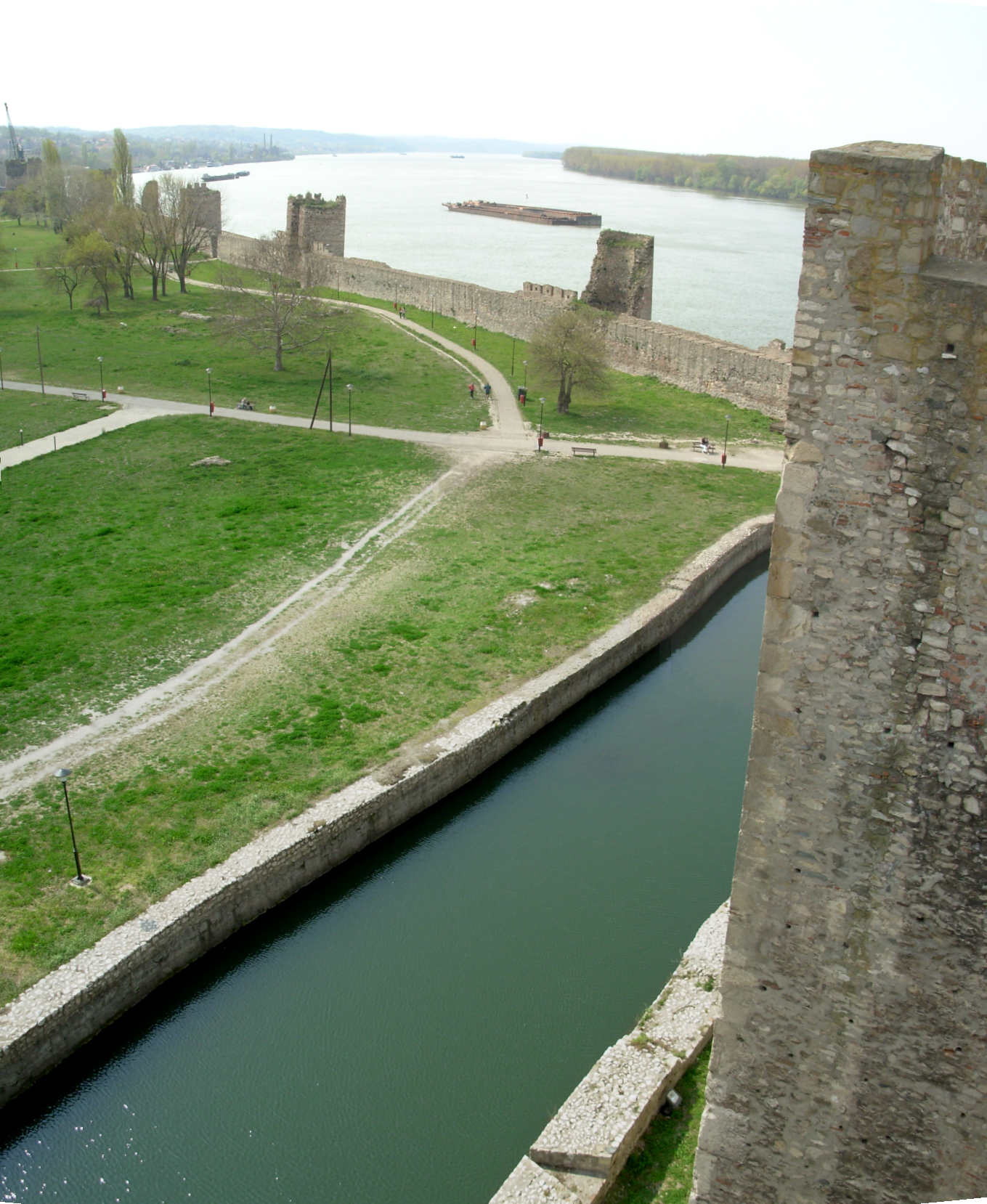
Vedere a Dunării din turnul orașului interior

Sala tronului, în care Branković își primea vizitatorii, a fost construit cu patru ferestre cu arcuri duble într-un amestec de stiluri gotic/romanic. Donžon kula a fost destinat să fie ultima linie de apărare. El a fost construit cu ziduri de peste 4 metri grosime și îi adăpostea pe nobili în timpul atacurilor turcilor. Uși ascunse au fost construite în zidul dinspre Jezava pentru a permite trecerea spre Ungaria.
Fortificațiile au fost extinse în următorii nouă ani pentru a include o suburbie fortificată mai mare, terminând astfel cetatea principală. În suburbie a fost construit un complex religios în mai multe etape, începând din secolul al XV-lea, și o baie turcească a fost adăugată de către otomani în secolul al XVII-lea. Exista o poartă mobilă în zidul dinspre Dunăre, pe unde marinarii puteau pătrunde în cetate. Nu se știe sigur dacă au fost construite clădiri rezidențiale durabile.
Între anii 1460 și 1480, în timpul ocupației otomane, a fost construit un sistem defensiv mai puternic, inclusiv contraescarpe, ziduri joase și mai multe turnuri. În prima jumătate a secolului al XVIII-lea au fost adăugate tranșee fortificate.

### Starea actuală
Starea de deteriorare a cetății variază de la krstata kula, care este încă bine conservată, la zidurile care nu avut parte de lucrări de reparații și s-au prăbușit în unele locuri.

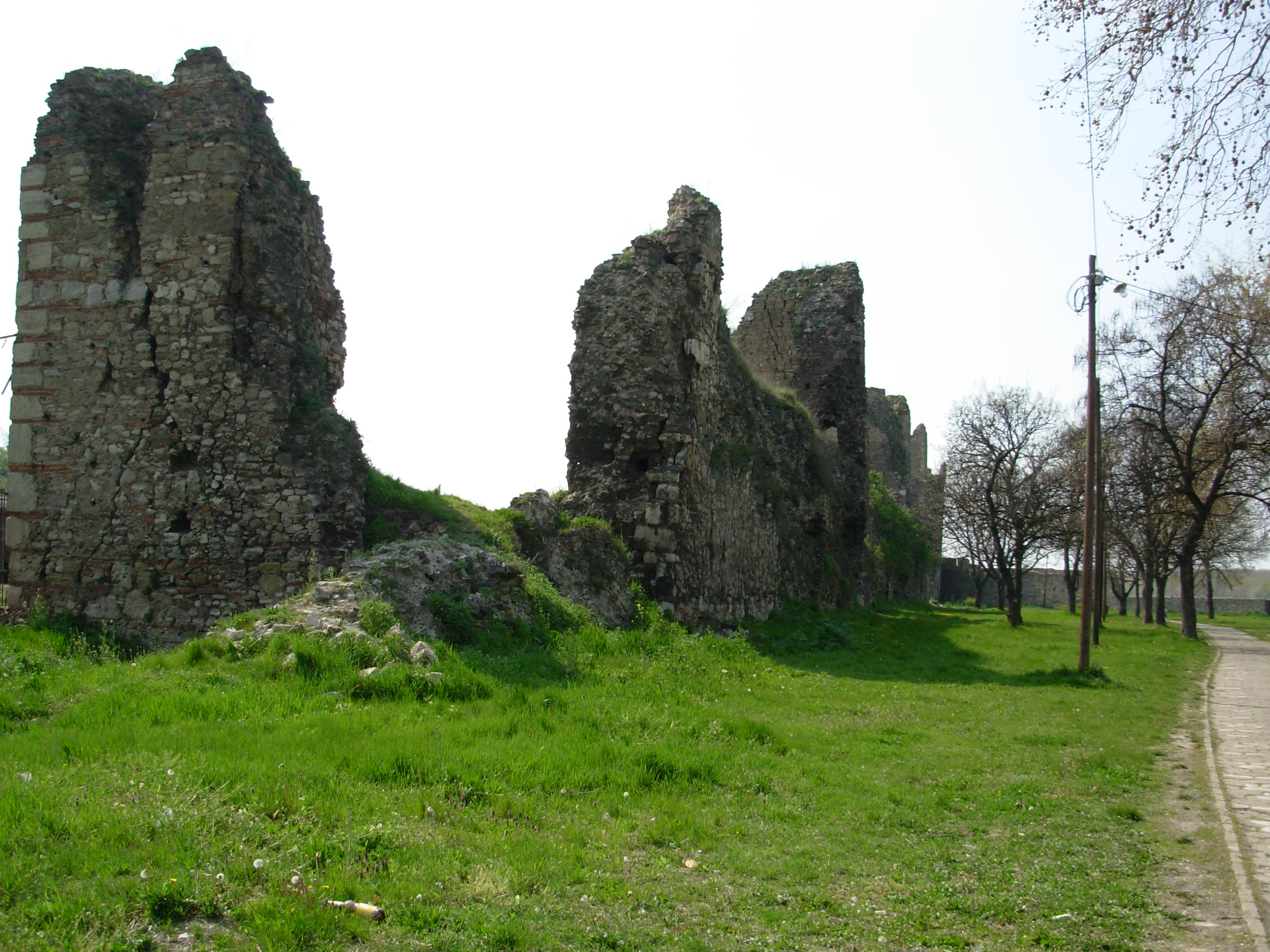
Zidul sud-vestic al suburbiei fortificate

Primul, și cel mai sever, prejudiciu a avut loc în timpul celui de-al Doilea Război Mondial. Pe 5 iunie 1941, munițiile depozitate în cetate au explodat, distrugând nu doar o mare parte din zidul sudic, ci și majoritatea clădirilor din orașul Semendria. Alte pagube au fost cauzat de către bombardamentele Aliaților din 1944.
Barajul de la Porțile de Fier, finalizat în 1972, a ridicat nivelul apei din partea inferioară a bazinului Dunării și a provocat inundații semnificative. Între anii 1970 și 1980 a fost construit un sistem pentru a proteja cetatea și orașul înconjurător de posibilele inundații viitoare; cu toate acestea, au avut loc inundații majore în 2006, ca urmare a ploilor abundente și a topirii zăpezilor.
Cetatea a fost obiectul unor lucrări de restaurare și conservare, urmate de cercetări arheologice și arhitecturale, începând cel puțin din 1970. Majoritatea lucrărilor realizate până acum au avut loc între anii 1970 și 1995. În timp ce unele părți au fost parțial reparate, altele au parte doar de lucrări de conservare și se află încă într-o stare proastă.
În orașul interior, fundația este singura parte a palatului care a rămas în picioare, iar din sala de audiență se află doar conturul exterior unde s-au aflat fundațiile. Vestigiile aflate în picioare au fost parțial restaurate și sunt acum stabile, deși problemele legate de creșterea vegetației și întreținerea permanentă rămân. Turnurile înconjurătoare necesită, de asemenea, efectuarea de lucrări, din moment ce multe s-au prăbușit. Restaurarea orașului a fost urmată în anii 1994-1995 de o serie de cercetări arheologice.

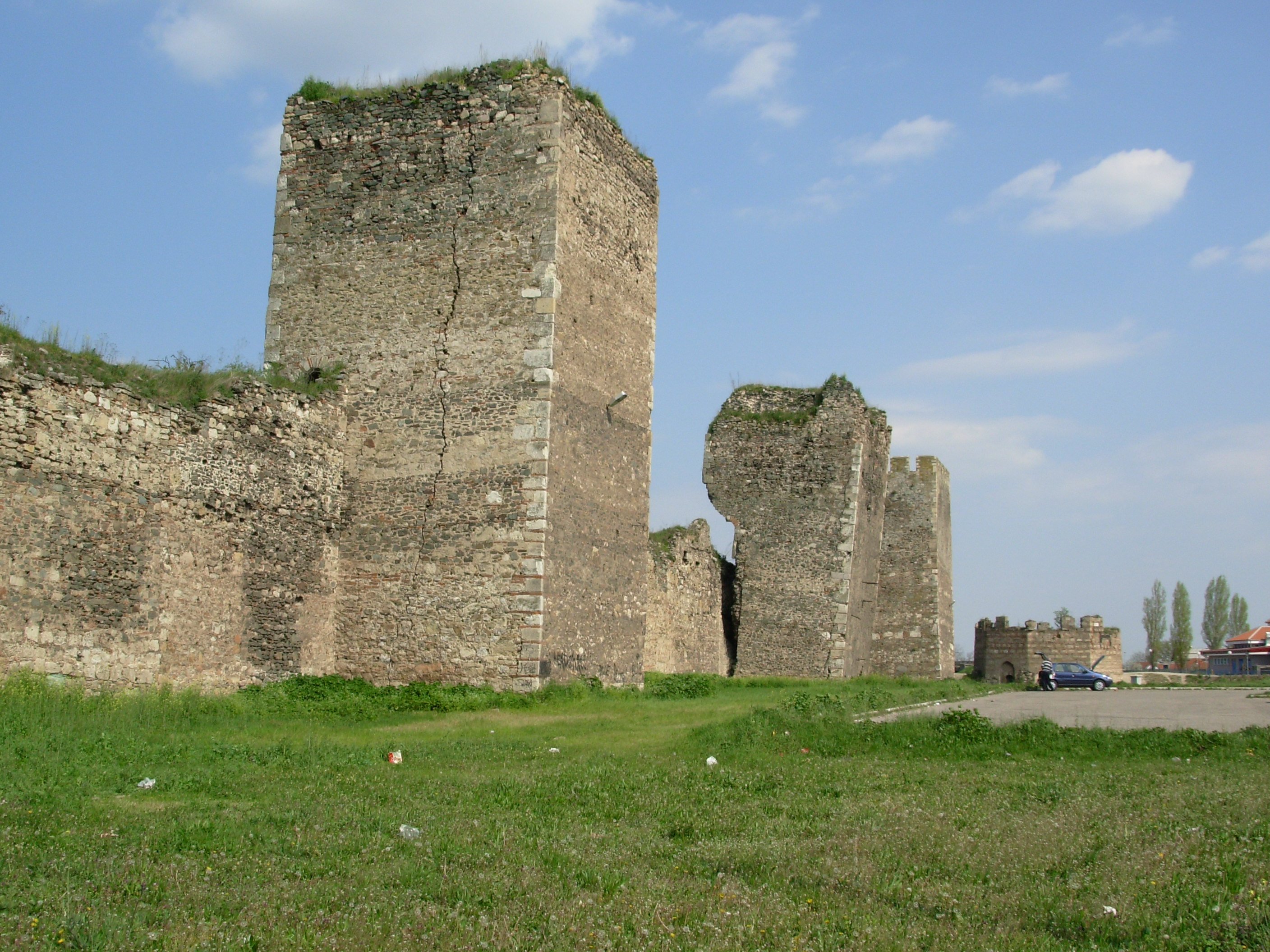
Zidul sud-estic al suburbiei fortificate

Suburbia fortificată se află încă într-o stare foarte proastă. Părți de zid au dispărut, iar mai multe turnuri sunt înclinate sau s-au prăbușit parțial. Turnul de colț din spatele turnului cu inscripție și porțiunea de zid de-a lungul Dunării au avut parte de lucrări de conservare, zidul sudic, care a fost restaurat de mai multe ori ca parte a unui dig, este stabil, dar lucrările de conservare au fost de proastă calitate. O mare parte din timp a fost alocat săpăturilor și cercetărilor arheologice, în special ale vestigiilor complexului religios și al băii turcești.
Contraescarpele aflate de-a lungul Dunării, care se prăbușiseră parțial de mai multe ori, au avut parte de lucrări de restaurare, iar acum se află în stare bună. În alte părți, contraescarpele au dispărut sau se află sub pământ, iar starea lor este necunoscută.
Zona învecinată cetății este, de asemenea, amenințată deși ocupă un mal bine apărat de-a lungul Dunării. Celelalte două părți sunt înconjurate de structuri moderne, precum un port de agrement pe latura de est, o cale ferată la sud și diferite alte structuri urbane.
Rezultatul final planificat al lucrării îl reprezintă reabilitarea deplină a cetății Semendria și a zonelor învecinate, inclusiv relocarea căii ferate, deși costurile estimate variază pe o scară largă. Între 2003 și 2004, costul doar pentru lucrările de conservare a fost estimat la 10,6 milioane €, în timp ce costul de reabilitare total, inclusiv pentru conservare, restaurare și cercetare, a ajuns la 22 milioane €. În anul 2005, costul combinat pentru conservare și cercetare a scăzut la 4 milioane €.

### Factori de risc actuali
În ciuda eforturilor de conservare, cetatea se află încă în pericol din motive întemeiate atât naturale, cât și provocate de om. Nivelul ridicat al apelor subterane rezultat de pe urma construirii barajului de la Porțile de Fier îi amenință stabilitatea și a crescut riscul de inundații, în special înainte de consolidarea malului. Poluarea aerului și creșterea vegetației contribuie la degradarea zidurilor. Intervențiile urbane, mai ales trepidațiile produse de circulația pe calea ferată, continuă să amenințe zona aflată în jurul cetății. Vizitele nerestricționate ale turiștilor, combinate cu protecția necorespunzătoare și cu sprijinul financiar și administrativ inadecvat contribuie la deteriorarea lentă a cetății.